# 초신성 플래시맨
《초신성 플래시맨》(超新星フラッシュマン 조신세 후랏슈만[*]) 또는 《지구방위대 후뢰시맨》은 일본 토에이가 제작한 10번째 슈퍼 전대 시리즈이다. 1986년 3월 1일부터 1987년 2월 21일까지 TV 아사히 계열에서 방영되었다.
대영팬더(대영비디오 프로덕션)가 1989년 7월 10일에 수입 허가하여, 더빙을 거쳐 비디오로 출시하였다.
본 작품의 제목으로 사용된 '초신성(超新星)'이란, 천문학의 실제 현상인 초신성과는 아무런 관련이 없다.

## 줄거리
1966년, 악의 조직인 '개조실험제국 메스'(改造実験帝国メス)의 에일리언 헌터에게 유괴된 다섯 명의 지구인 아기들은, 외계인 플래시 성인에게 구조되어 플래시 성계(星系)의 다섯 개 별로 나뉘어 자라게 된다.
그로부터 20년 후(1986년). 성인으로 장성한 다섯 아이는 자신들을 유괴한 악의 조직인 '개조실험제국 메스'가 지구침략을 계획하고 있다는 사실을 알게 된다. 진을 리더로 한 그들은 길러준 플래시 성인들의 설득을 뿌리치고 지구로 귀환한다. 자신들을 부모와 갈라지게 한 메스에 대한 분노와 함께, 지구를 지키고자 플래시성의 기술로 무장한 전사 플래시맨으로서 싸우게 된다.
악의 조직인 메스의 배신자이자 플래시 성인인 영웅 타이탄의 유지를 전한 레이 바라키나, 20년 전에 실종된 아이들의 행방을 좇고자 독자적으로 타임머신을 만들어낸 조력자인 도키무라(時村) 박사와 그 일가의 지원과 협력을 받으며 그들은 메스 격퇴 및 친부모를 찾는다는 곤란한 명제에 직면하게 되었다.
그러나, 플래시 성인이 그들의 지구로의 귀환을 반대한 것에는 이유가 있었다. 영웅 타이탄이 그랬듯, 플래시성에서 자란 사람은 장기적으로 지구의 환경에 적응하지 못하는 이른바 '반(反) 플래시 현상'이라 불리는 신체적인 거부 현상을 일으키고 만다. 신체적으로 거부 현상을 일으키고, 지구에 계속 머문다는 건, 죽음을 의미한다는 사실을 비로소 알게 된 그들은, 그 격렬함을 더해가는 메스와의 처절한 싸움 뿐만 아니라, 플래시 성으로 다시 귀환하는 사실을 비로소 알게 되었다.
메스와의 마지막 싸움에서 승리한 이후에, 플래시맨은 지구를 떠나게 되는데, 반(反) 플래시 현상을 치유하는 방법을 발견하고 지구에 다시 돌아오겠다고 다짐하며, 본래의 고향인 플래시의 별로 귀환한다.

## 개요
1981년 중국 잔류 일본인 고아 사건에 의한 방일 문제 등 사회적으로 가장 큰 화두로 떠오르자, 전대 시리즈의 도에이 측 총 제작감독 스즈키 다케유키(鈴木 武幸)와 메인 각본가인 소다 히로히사(曽田 博久)는 가족과 떨어져 살아야 하는 소년소녀의 비애를 SF인 전대 시리즈로 시청자들에게 전달하기 위해, 이 작품을 기획했다고 한다. 기획 단계에서, 지구를 구하기 위해 "우주로 나가는" 전대가 아닌, "우주에서 오는" 전대로 방향을 잡은 점이 가장 큰 성공 요인이었다. 또한, 《초전자 머신 볼테스 V》 등의 애니메이션의 계보를 이어받아 도에이 작품에는 악당 측의 드라마적 스토리를 치밀하게 그리는 경향이 있었는데, 이번에는 "영웅 측"의 드라마를 세밀하게 그린다는 방향성 또한 나타나게 되었다. 그리고 우주인에게 납치되어 우주에서 자라, 친부모를 알 수 없다는 설정에 따라 전대 시리즈 사상 처음으로 유일무이하게 성씨가 설정되지 않은 전대이며, 종반의 전개 및 결말이 슈퍼전대 시리즈 사상 가장 비극적이었던 작품으로 꼽힌다. 한편, 중반부에 주인공 5명 중 4명이 악당에게 세뇌당해 남은 1명의 주인공을 덮친다는 충격적인 전개는 후속작인 《광전대 마스크맨》과 《초수전대 라이브맨》에도 비슷하게 적용된 바 있다.
캐릭터 면으론, 또 하나의 전환점을 제공한 작품이다. 일명 '2호 로봇'의 첫 등장이 바로 그런 경우다. 제15화에서 전투 로봇 플래시 킹이 대파되어 시청자에게 충격을 안겨주었는데, 제18화에서 그것을 대신할 새로운 로봇, 타이탄 보이와 그 강화버전인 그레이트 타이탄이 등장했다. 제20화에서 플래시 킹이 부활된 이후에, 방송 횟수를 계속 거듭할 때마다, 어느 로봇을 불러 거대화 수전사와 싸울 것인가 하는 시청자들에게 보는 재미를 안겨주었다.
주인공 5명은 우주에서 자랐다는 설정 때문에 평소에는 코스튬을 입고 있는데, 제20화부터 사복을 착용하는 장면이 늘어났다. 다만, 플래시맨의 기지인 라운드 베이스 내에서는 항상 코스튬을 입고 있었다.
변신 장면에서 복장 변신과 헬멧 착용 후 실제 주인공들의 눈만을 보여준 다음, "셧 고글"이라는 구호와 함께 눈을 가리는 고글이 내려오는데, 변신 전과 후의 일체감을 높여주기 위해서 사용되었던 것으로 보이며, 이러한 시도 또한 전대물 최초로 알려져 있다.
오프닝 직전에 나오는 내레이션 또한 이 작품에서 첫 선을 보인 것 중 하나이다. 또한 프로그램 초기 오프닝에서 루(핑크 플래시) 역의 요시다 마유미(吉田 真弓)가 연기하는 크레딧 장면의 포즈가 만족스럽지 못했는지, 제14화부터 다른 것으로 바뀌어 있다. 또한 실사 아이캐치는 《배틀피버 J》 이후로 7년 만에 사용되었으며, 이후 《성수전대 긴가맨》을 제외하고는 거의 정착된 상태이다.
《배틀피버 J》나 《초전자 바이오맨》, 《전격전대 체인지맨》에서 볼 수 있었던 하이레그 타이즈 형식의 여전사 코스튬은 이 작품이 마지막이다. 이후는 남성 멤버와 거의 같은 디자인이거나 상의를 늘린 미니스커트 형식이 주류를 이루게 되었다.
제1화의 첫머리에서 대박사 리 케프렌이 본 지구의 영상 및 제16화의 항공기가 착륙하는 장면 등에서는 2대 전작인 《초전자 바이오맨》에서 사용된 영상이 일부 흘러갔으며, 플래시맨이 파워업했던 제32화 이후의 스토리 내 롤링 발칸으로 수전사를 물리치는 장면에서는 3대 전작인 《과학전대 다이너맨》에서 사용된 영상이 일부 흘러갔다.
당초 1986년 2월 1일부터 방영을 개시할 예정이였지만, 제작이 늦어지는 관계로, 편성 공백을 메우기 위해, 전작인 '전격전대 체인지맨'을 1개월(4회) 추가 연장 하여, 3월 1일부터 방영을 개시하였다.
캐스팅 면에서는 플래시맨에게 협력하는 과학자이자 시리즈 종반부의 중요인물이기도 한 도키무라 박사 역에 이시하마 아키라(石濱 朗), 메스 최고간부 대박사 리 케프렌 역에 시미즈 고지(清水 紘治)라는 노련한 실력파 배우를 배치하고, 주인공 다섯 명 배역에 젊은 신인을 포진시켰다. 특히 진(레드 플래시) 역에 배우 타루미 고로(垂水 悟郎)의 아들이기도 한 타루미 토타(垂水 藤太)를 기용하여 전통적인 리더상을 확립하였으며, 사라(옐로 플래시) 역에는 아이돌 가수로써 버라이어티 등에 활약을 했던 나카무라 요코(中村 容子)를 기용하였는데, 극 중에 그녀에게 초점을 맞춘 장면이 빈번하게 나왔다. 한편 《과학전대 다이너맨》에서 타치바나 레이(다이너 핑크)를 연기한 하기와라 사요코(萩原 佐代子, 방송 당시에는 "萩原 さよ子"로 표기)가 메스의 간부 레이 네펠로 등장하였는데, 전대물 시리즈의 주인공 역할을 했던 선배 배우가 적 간부 또는 서포트 역으로 등장한 첫 작품이 되었다. 내레이션은 후에 《지구전대 파이브맨》의 내레이션도 담당하게 되는 오노다 에이이치(小野田 英一)가 맡았으며, 이 때의 나이가 전대물 내레이터로서는 최연소에 해당되었다.
플래시맨의 강적 레이 원더로 출연하며 "미남 악역"으로 주목을 받은 후, 이후의 전대물 시리즈에서도 악당 역을 연기하며 깊은 인상을 남긴 히로세 가즈히사(広瀬 和久, 현 히로세 유타카(広瀬 裕))는 2002년에 있었던 인터뷰에서 당초 그가 진(레드 플래시) 후보였다는 사실과, 플래시맨에서 사 카우라를 연기한 후 《초수전대 라이브맨》에서도 같이 연기하게 되었던 나카타 죠지(中田 譲治)의 연기가 자신의 악역 연기의 표본이 되었다고 말했다. 또한 나카타 조지는 2004년 있었던 인터뷰에서 시미즈 고지의 존재감에 강한 인상을 받은 것과, 《초수전대 라이브맨》에서 적 조직의 수령인 대교수 비아스를 연기했을 때 이 작품에서의 시미즈 고지와 거의 비슷한 역할이었기 때문에 강한 압박감을 받았다고 말했다.

## 플래시맨
플래시맨들은 자신들이 자란 플래시성과 그 위성에서 전송되는 "프리즘 슈트"라는 강화복으로 변신하여 싸운다. 에너지는 헬멧부분의 프리즘이 각 별에서 받아오는 원리이기 때문에, 플래시성계가 항성직렬이 되었을 경우에는 파워가 없어져버린다는 약점이 있다. 프리즘은 중반에 2만도의 고온과 50만기압의 압력을 통해 강화되어 플래시맨들의 힘도 강해지게 된다. 혹독한 자연환경에서 자랐기 때문에, 눈을 가리고도 싸울 수 있을 정도로 날카로운 감각을 가지고 있다.
- 레드 플래시 / 진 (ジン) (국내명: 레드 후뢰시 / 진) (23세 (생일: 1963년 11월 22일 (존 F. 케네디 암살 사건과 같은 날)))
- 그린 플래시 / 다이 (ダイ) (국내명: 그린 후뢰시 / 라이) (20세 (1966년 출생))
- 블루 플래시 / 붕 (ブン) (국내명: 블루 후뢰시 / 붕) (20세 (1966년 출생))
- 옐로 플래시 / 사라 (サラ) (국내명: 옐로 후뢰시 / 사라) (20세 (1966년 출생))
- 핑크 플래시 / 루 (ルー) (국내명: 핑크 후뢰시 / 루) (20세 (1966년 출생))

## 개조실험제국 메스
개조실험제국 메스(改造実験帝国メス 가이조짓켄테이코쿠 메스[*])는 온 우주를 돌아다니며, 여러 행성을 침략하여 그 행성의 생명체들을 대상으로 갖가지 개조 실험을 벌이는 악의 조직으로써, 최종적으로 제국의 황제인 대제 라 데우스를 우주 최강의 생명체로 만드는 것을 목표로 하고 있다.
- 대제 라 데우스 (大帝ラー・デウス 다이테이 라 데우스[*])
- 대박사 리 케프렌 (大博士リー・ケフレン 다이하카세 리 케후렌[*])
- 레이 원더 (レー・ワンダ 레 완다[*])
- 레이 네펠 (レー・ネフェル 레 네훼루[*])
- 레이 가르스 (レー・ガルス 레 가루스[*])

## 배역

### 주연
- 진 / 레드 플래시 (음성) : 타루미 토타
- 다이 / 그린 플래시 (음성) : 우에무라 키하치로
- 붕 / 블루 플래시 (음성) : 이시와타 야스히로 (현 이시와타 조)
- 사라 / 옐로 플래시 (음성) : 나카무라 요코
- 루 / 핑크 플래시 (음성) : 요시다 마유미
- 마그 (음성) : 마루야마 히로코
- 대제 라 데우스 (음성) : 이시즈카 운쇼
- 대박사 리 케프렌 : 시미즈 고지
- 레이 원더 / 요수사(요전사) 원더라 (음성) : 히로세 가즈히사 (현 히로세 유타카)
- 레이 네펠 / 요수사(요전사) 네펠라 (음성) : 하기와라 사요코
- 우르크 : 나가토 미유키
- 키르트 : 고지마 히로코
- 사 카우라 : 나카타 죠지
- 보 가르단 : 오카모토 요시노리
- 내레이터 (해설) : 오노다 에이이치

### 조연(게스트)
- 도키무라 박사 : 이시하마 아키라
- 도키무라 세츠코 : 구보타 다미에
- 도키무라 미도리 : 사토 야요이
- 도키무라 카오리 : 기요후지 메구미
- 레이 바라키 (음성) : 긴가 반조
- 영웅 타이탄 (음성) : 우에다 도시야
- 타치바나 히로시：우노키 코지 (제5화)
- 사유리：호소이 마사미 (제10화)
- 유키：슈쿠리 치하루 (제14화)
- 스미레：구도 아카네 (제20화,제37화)
- 미랑：카와이 히로시 (제21화)
- 카즈오：이시제키 켄타로 (제24화)
- 카즈오 누나：모치다 미호 (제24화)
- 카즈오 아버지：히라이즈미 세이 (제24화)
- 카즈오 어머니：나카와라 고가쓰 (제24화)
- 카시마：에비 나미 (제26화)
- 요리 평론가：구와바라 타케시 (제26화)
- 와카쿠사 류：카이즈 료스케 (제27화)
- 오타키：이부키 쓰요시 (제33화)
- 카요코：무나카타 나미 (제34화)
- 시벨：아사미 미나 (제40화)

### 슈트 액터
- 레드 플래시 : 니이보리 가즈오[3]
- 그린 플래시 : 마토바 고지
- 블루 플래시, 타이탄 보이 : 기타가와 쓰토무
- 옐로 플래시 : 아카타 마사토
- 핑크 플래시 : 하치스카 유이치
- 플래시 킹, 대제 라 데우스, 데우스 수전사 : 구사카 히데아키
- 마그, 케라오 : 와타나베 미노루
- 레이 가르스 : 우치다 히로유키
- 레이 바라키 : 조 하루키
- 영웅 타이탄 : 오카모토 요시노리
- 요수사(요전사) 원더라, 데우스 수전사 : 기쿠치 쥬코우
- 요수사(요전사) 네펠라 : 구보타 카오리
- 바우라, 수전사, 병사 조로 : 이와타 도키오
- 하그, 수전사, 데우스 수전사 : 무라카미 구시로
- 호우, 수전사, 병사 조로 : 세이케 리이치
- 수전사 : 기쿠치 고리
- 수전사, 병사 조로 : 도미타 겐스케

### 한국어판 성우진
주연 및 게스트
- 레드 후뢰시(진) : 김환진
- 그린 후뢰시(라이), 라 데우스, 레이 바라키, 보 가르단, 내레이터(해설) : 장정진
- 블루 후뢰시(붕), 영웅 타이탄 : 장세준
- 옐로 후뢰시(사라), 우르크 : 최수민
- 핑크 후뢰시(루), 키르트, 강세영(도키무라 미도리) : 김성희
- 마그, 대박사 리 케프렌, 레이 원더, 사 카우라, 강진형 박사(도키무라 박사) : 노민
- 레이 네펠, 강박사 부인(도키무라 세츠코), 강세진(도키무라 카오리, 제47화에서는 강세영) : 김수경

단역(게스트)
- 김철영 경관(타치바나 히로시), 미랑, 진유석(와카쿠사 류) : 장세준
- 경수 어머니 : 최수민
- 경수(카즈오), 미래 어머니, 어린 진 : 김성희
- 후뢰시 성인(남), 석이 아버지(오타키), 경수 아버지 : 노민
- 경수 누나, 후뢰시 성인(여), 석이(키요시), 산장 아주머니(카요코), 시벨, 어린 다이, 채유리(사에리), 불사조, 수진(유키, 아키코), 차미래(스미레) : 김수경

## 스태프
- 원작 : 야쓰데 사부로
- 연재 : 테레비 매거진, 테레비쿤, 테레비랜드
- 프로듀서 : 스즈키 다케유키 (도에이), 가토 모리히로 (TV 아사히)
- 각본 : 소다 히로히사, 후지이 구니오, 이노우에 도시키, 시마다 미치루, 데루이 게이지, 나가이시 다카오
- 감독 : 호리 나가부미, 야마다 미노루, 도조 쇼헤이, 나가이시 다카오
- 특촬감독 : 야지마 노부오
- 촬영 : 이노쿠마 마사오
- 조명 : 사이토 히사시, 다카하시 히로시
- 조감독 : 고나카 하지메
- 액션감독 : 야마오카 준지
- 캐릭터 디자인 : 이즈부치 유타카
- 차량협조 : MAZDA, 오토라마[4]
- 오토바이 협조 : 스즈키 자동차
- 음악 : 다나카 고헤이
- 제작 : TV 아사히, 도에이, 도에이 에이전시

## 에피소드
1. 서둘러! 지구를 구하라
2. 봤느냐! 거대로봇
3. 숙적? 헌터!
4. 마그는 천재로봇?!
5. 여전사를 조심하라!
6. 울부짖어라! 머신
7. 풍선이여 무기가 되어라
8. 아버지! 어머니! 여동생아!
9. 시간을 달리는 박사
10. 깨부숴라! 꽃집 소녀의 함정
11. 루는 수전사의 엄마
12. 초파워! 원더
13. 격투! 위기의 진
14. 사랑?! 붕과 불량소녀
15. 거대로봇 파괴 되다
16. 인간 미니미니 작전
17. 수수께끼의 거대 폭주차
18. 대역전! 변신 로봇
19. 바라키 결사의 전언
20. 부활! 거대 로봇
21. 슬픔의 사라
22. SOS! 불사조
23. 부탁해 두근두근
24. 오컬트 여름방학
25. 서둘러라 진 합체불능
26. 우주 호박 요리
27. 다이 우정의 펀치
28. 장절! 화염의 가르스
29. 요수사 원더라
30. 괴기 네펠라
31. 사라졌다! 5명의 파워
32. 좋아 좋아 마그 좋아
33. 아빠는 지지 않아!
34. 격류에 사라진 붕
35. 별하늘의 듀엣
36. 깜짝 불가사의한 벌레
37. 유령의 첫사랑
38. 진이 죽는 날?!
39. 불타라 분노의 사라
40. 처형도시 XX 작전
41. 아이가 된 다이
42. 울지 마라! 여전사
43. 카우라의 반역
44. 데우스 수전사 출현
45. 전사여 지구를 떠나라
46. 단 20일의 생명!!
47. 원더! 죽음의 절규
48. 카우라의 최후!!
49. 역습 라 데우스
50. 안녕! 고향의 별 (최종회)

## 극장판
- 초신성 플래시맨 (超新星フラッシュマン) 1986년 3월 15일 개봉
  - 감독: 야마다 미노루
  - 각본: 소다 히로히사
  - 등장 수전사: 자 가라고스
- 초신성 플래시맨 대역전! 타이탄 보이 (超新星フラッシュマン 大逆転! タイタンボーイ) 1987년 3월 14일 개봉

텔레비전으로 방영된 15화, 17화, 18화 부분과 1화 끝부분을 재편집하였다.

## 시청률
- 최고 시청률 : 16.3%(슈퍼 전대 시리즈 역대 6위)
- 평균 시청률 : 12.3%(슈퍼 전대 시리즈 역대 4위)

※ 관동지구 비디오 리서치 조사 기준.

## 그 외
- 주연 5명은 비트 다케시 진행의 스포츠 버라이어티 쇼인 《비트 다케시의 스포츠 대장》에 "플래시맨 팀"으로 출연한 적이 있다.
- 악역 3명인 히로세 가즈히사(현 히로세 유타카), 나카타 조지, 오카모토 요시노리 등은 플래시맨의 2대 후작인 《초수전대 라이브맨》에서도 공동 출연하였다.
- 2004년 2월부터 8월까지 토에이 채널의 "슈퍼 전대 월드" 범위에서, 2006년 1월부터 4월까지 "앙코르 시간" 범위에서 각각 재방송되었다.
- 각 에피소드마다 등장하는 수전사의 명칭 앞에 붙는 가타카나 "자-(ザ)"는 영어 정관사 "더-(the)"이다.

## 대한민국에서의 반향

### 수입
대한민국에서는 1989년 7월 10일 수입업체 대영비디오 프로덕션(대영팬더)에서 한국공연윤리위원회(현 영상물등급위원회)의 수입심의를 받고 문화공보부(현 문화체육관광부)의 허가를 받아 제작, 《지구방위대 후뢰시맨》이라는 이름으로 대여용 비디오로 출시되었다.
《초신성 플래시맨》은 당시 대한민국에 수입된 첫 전대물로서 비디오 대여점을 중심으로 곧바로 전국적으로 폭발적인 인기를 누리며 1989년 9월 어린이가 가장 많이 본 비디오 전체 4위 및 만화영화 부문 2위(YMCA 조사), 1991년 8월 어린이가 가장 많이 본 비디오 4위 이내(YMCA 조사), 1994년 8월 대여 순위 3위 이내(YMCA 조사)를 기록하는 등 지속적으로 인기가 있는 작품이었다.

### 비판
이러한 인기에 따라 언론의 수많은 비판 이 있었다.
당시 수입금지였던 일본 실사영화를 특수촬영 만화영화로서 수입허가를 신청한 업체 대영팬더와 이 허가를 내준 한국공연윤리위원회(현 영상물등급위원회)는 많은 비판을 받았다. 당시 한국공연윤리위원회는 화면합성 방식을 이용한 애니메이션으로 판단하여 수입금지조치를 하지 않았다고 하였다.
당시 서울 YMCA 건전비디오 문화를 연구하는 시민의 모임의 관계자는 "이 비디오 영화는 단 5분만 직접 보았더라도 수입금지 대상에 포함되는 일본영화라는 점을 알 수 있었을 것"이라 발언 하였고, 이외에도 YMCA 및 언론에서는 "황당한 공상물" "대한민국 실정에 맞지 않는다" "폭력적이다" "저질 폭력비디오" 라는 등 수없이 많은 비판을 하였다.

### 영향
이 인기로 대영팬더는 연이어 같은 전대물 시리즈인 《초전자 바이오맨》과 《광전대 마스크맨》을 각각 《우주특공대 바이오맨》과 《빛의전사 마스크맨》이라는 이름으로 수입했다. 《플래시맨》의 인기를 잇고자 각각 "후뢰시맨 시리즈 2탄", "후뢰시맨 시리즈 3탄"이라는 부제를 붙였으며, 《바이오맨》의 경우는 오히려 《플래시맨》보다 2대(2년) 전작임에도 불구하고(1984년) 수입시기와 부제 탓에 대한민국에서는 《플래시맨》의 후속작으로 인식되는 경우가 아직도 많다.
《플래시맨》을 비디오로 출시할 때, 50여화의 내용을 각 비디오에 3화씩 수록하여 총 17편으로 발매했다. 1편부터 10편을 1탄, 11편부터 17편까지를 2탄으로 나누었는데, 그 이유는 대영팬더측이 초반부 10편을 시범적으로 발매하고 수요를 본 후 나머지 분량을 수입할 계획이었다고 한다. 결과적으로 이는 전대물 수입의 한 관행이 되어 《바이오맨》이나 《마스크맨》 등도 별다른 이유 없이 10편까지가 1탄, 11편부터가 2탄으로 나뉘어 발매되었다.
미국에서 1994년 슈퍼 전대 시리즈의 《공룡전대 주레인저》를 리메이크하여 성공을 거둔 《마이티 모핀 파워레인저》가 《무적 파워레인저》라는 이름을 달고 대한민국 KBS에서 방영되었다. 이것이 또 인기를 얻자, 이 작품이 같은 시리즈의 후속작을 미국에서 라이센스를 얻어 리메이크 했다는 사실을 모르는 YMCA는 《무적 파워레인저》가 《지구방위대 후뢰시맨》을 모방한 표절작품이라고 주장하는 해프닝도 있었다.
이후 비디오 시장과 완구업계를 중심으로 전대물과 그 관련상품 수입이 활발해지는 계기를 마련했는데, 《후뢰시맨》의 인기와 인지도 때문에 전혀 다른 전대물 상품이 "후뢰시맨"이나 "후레시맨"과 같은 이름을 달고 나오는 경우도 빈번했다. 급기야는 전대물 시리즈의 대명사로서 “후뢰시맨”이 사용되기에 이르렀으며, 현재까지도 그 현상이 아직도 계속되고 있다.

## 논란
레드 플래시 진 역할의 타루미 토타가 2012년 8월 15일과 20일 블로그를 통해 혐한적인 발언을 남기면서 논란을 일으켰다.